# Pilgrim's Pride
Pilgrim's Pride é uma empresa de alimentos estadunidense pertencente a empresa brasileira JBS, é uma produtora de frango nos Estados Unidos e em Porto Rico, e o segundo maior produtor de frango no México.
Foi fundada em 1946 e atua na produção, comercialização e distribuição de produtos alimentícios como frescos, congelados e produtos de frango, a companhia vende seus produtos para mais de 5.000 clientes, nos Estados Unidos seu maior cliente é o Wal Mart.
A Pilgrim's Pride tem operações em 12 estados estadunidenses, além de unidades de produção e distribuição no México e Porto Rico,a empresa possui mais de 38.000 funcionários e sua sede esta na cidade de Greeley no estado do Colorado nos Estados Unidos.
Em setembro de 2009 a empresa multinacional de alimentos brasileira JBS adquiriu 64% da empresa por 2,8 bilhões de dólares, com a aquisição a Pilgrim's Pride passou a ser uma subsidiaria da JBS USA,em março de 2012 a JBS comprou mais 7% da empresa passando a ter 75,3% da Pilgrim's Pride.